# Задня незалежна підвіска Jaguar

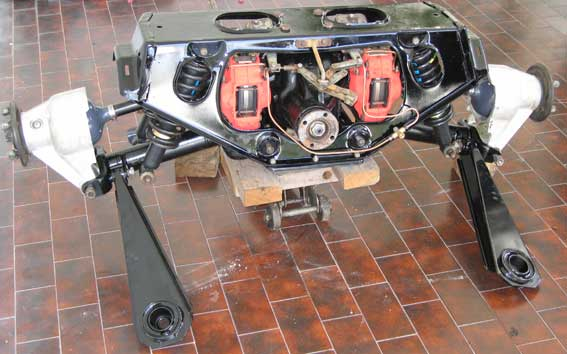
Блок IRS Jaguar першого покоління. Він розташований набагато вище, ніж він був би встановлений у автомобілі, оскільки він не підресорений із задньою масою автомобіля. Бічні стійки розташовані приблизно горизонтально в живій установці.

Блок незалежної задньої підвіски Jaguar (англ. Independent rear suspension) (IRS) був звичайним компонентом ряду серійних автомобілів Jaguar з 1961 року, пройшовши через дві основні зміни конфігурації до 2006 року, і востаннє використовувався в Jaguar XK8 і Aston Martin DB7. Ця стаття зосереджена на першому поколінні Jaguar незалежної задньої підвіски, яка міцно закріпила за маркою репутацію витонченої підвіски, поєднуючи в собі плавність ходу з чудовою стійкістю на дорозі та низьким рівнем шуму, вібрації та різкості. Два покоління збігаються в часі через те, що вони використовуються як у повнорозмірних, так і в спортивних моделях, які оновлювалися в різний час.

## IRS першого покоління (1961–1986)

### Розробка
Коли вперше були представлені, британські автомобілі вони мали незалежні підресори задніх коліс, більшість серійних автомобілів того часу використовували ведучі осі. Незалежні системи підвіски пропонують перевагу меншої непідресореної маси для покращення зчеплення з дорогою, а за правильної конструкції – здатність підтримувати опорні колеса перпендикулярно до поверхні дороги під час поворотів і реагування на нерівні поверхні дороги, що ще більше покращує зчеплення з дорогою. Зменшення передачі вертикальних нерівностей дорожнього покриття на кузов автомобіля також забезпечує більш плавну їзду.
На розробку першої системи IRS Jaguar пішло п’ять років. Седан Mark 2, оснащений прототипом IRS, продемонстрував зменшення непідресореної ваги на 190 фунт (86 кг) порівняно з живою віссю. Його перше виробниче застосування було в E-Type з моменту його запуску в 1961 році. Збірка була виготовлена в трьох різних розмірах з різною шириною колії для різних моделей. Перше покоління Jaguar IRS продовжувало оновлюватись і використовувалося до завершення виробництва XJS у 1996 році, хоча похідна від IRS продовжувала використовуватися Aston Martin у DB7 до 2004 року.
IRS побудовано навколо виготовленої сталевої поперечної балки, що дозволяє відносно легко зняти з автомобіля повний вузол. Ця особливість зробила його придатним для адаптації як нестандартного компонента на інших автомобілях.

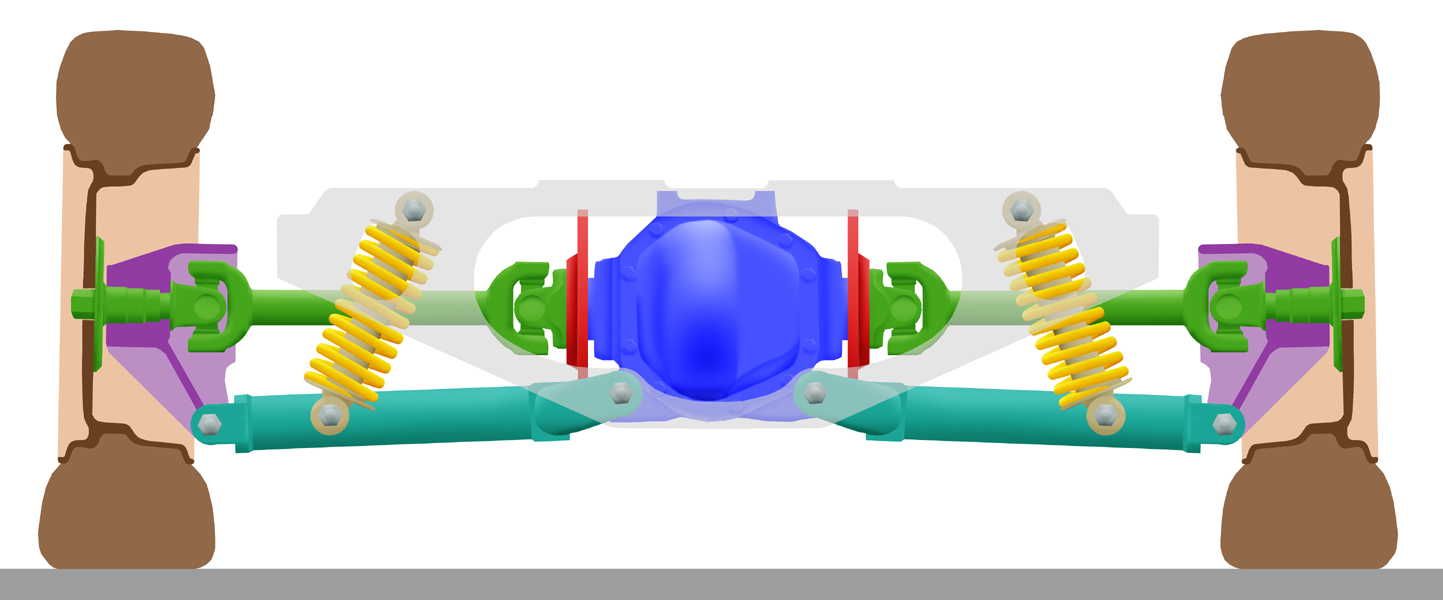
Частково розрізана схема незалежної задньої підвіски першого покоління

#### Поперечина
Щоб ізолювати пасажирський салон від шуму, вібрації та різкості, незалежна задня підвіска була сконструйована таким чином, щоб перевозити її в окремій поперечній балці, прикріпленій до кузова автомобіля чотирма гумовими клиновими блоками. Єдиними іншими точками контакту з кузовом автомобіля (тобто радіусними важелями) є гумові втулки з металевими втулками (Metalastik), тому між підвіскою та кузовом автомобіля немає контакту метал до металу. Виготовлена сталева поперечина несе диференціал і внутрішні гальма (якщо встановлено).

#### Диференціал
Диференціал — блок Salisbury 4HU або Dana з гіпоїдною спіральною конічною передачею. Він забезпечує передавальні числа головної передачі в діапазоні від 2,88:1 до 4,55:1, залежно від моделі Jaguar. Болти, якими диференціал кріпиться до підрамника, мають невеликі отвори через головки, щоб їх можна було приєднати до них, щоб запобігти їх відкручуванню, яке інакше було б важко виявити, оскільки до них можна отримати доступ, лише коли весь вузол підвіски знято з підвіски. автомобіль. Диференціал підвищеного тертя був стандартним для деяких моделей і додатковим для інших. IRS першого покоління завжди мав дискові гальма, встановлені всередині, гальмівні блоки були розташовані безпосередньо поруч із диференціалом і гальмували його вихідні вали.

#### Гальма
Протягом перших 32 років виробництва IRS першого покоління дискові гальма встановлювалися на внутрішніх кінцях карданних валів, щоб мінімізувати непідресорену вагу на зовнішньому кінці. Гідравлічні гальмівні супорти були встановлені безпосередньо на диференціалі. Було вжито заходів, щоб тепло, що виділяється гальмами, не пошкодило вихідні ущільнення диференціала, хоча це ніколи не було повністю успішним.  Стоянкове гальмо використовує окремі механічні супорти, що діють на диски.

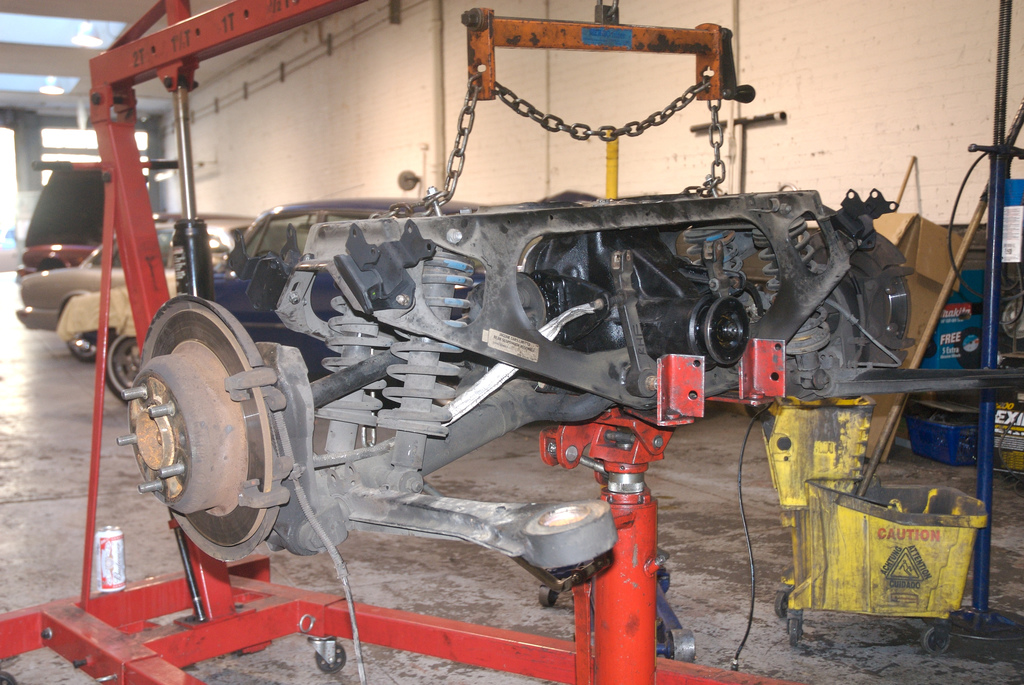
Пізній XJS з підвісними гальмами

Для моделі XJS 1993–1996 років гальма були переведені в зовнішнє положення. Це було досягнуто за допомогою ступиці IRS другого покоління, яка на той час вже вироблялася протягом семи років для XJ6 (XJ40). Перенесення задніх гальм назовні усунуло проблему передачі тепла та полегшило обслуговування. Потім стоянкове гальмо використовувало гальмівні колодки всередині гальмівного барабана в центрі дискового ротора.

### Застосування
Завдяки своїй автономній конструкції IRS першого покоління був популярний для модернізації в інших автомобілях, а також серед хот-роддерів. Його встановлювали як модифікацію на низку інших транспортних засобів, зокрема:
- Репліки AC Cobra[5]
- Ford Mustang
- MG MGB[6][7]
- Panther J.72
- Panther Lazer
- Panther De Ville
- Reliant Scimitar[8]
- Toyota Hilux[9]
- Triumph TR7 [10]